# وینترتور (دلاویر)
وینترتور (به انگلیسی: Winterthur) یک منطقهٔ مسکونی در ایالات متحده آمریکا است که در شهرستان نیوکاسل، دلاویر واقع شده‌است. وینترتور ۸۱٫۹۹ متر بالاتر از سطح دریا واقع شده‌است.